# Potestat sancionadora
La potestat sancionadora és la possibilitat de sancionar per part de l'administració pública a partir d'uns principis inspiradors de l'ordre penal que són d'aplicació al dret administratiu en funció de les diverses sentències del Tribunal Suprem i del Tribunal Constitucional, i que s'efectuen mitjançant el procediment administratiu sancionador. Els principis d'aquesta queden recollits a la llei 30/1992.

## Principi de legalitat
Conegut també pel seu terme llatí de nullum crimen, nulla poena sine lege i determinat en l'article 127 de la llei 30/1992 reconeix que les administracions públiques, en virtut del que diu la Constitució Espanyola tenen potestat sancionadora quan així es manifesta en una norma amb rang de llei. Aquesta correspon als òrgans administratius que la tinguin atribuïda per norma amb rang de llei o disposició reglamentària. Aquesta no es podrà aplicar sobre els empleats públics.

## Principi de tipicitat
Determinat en l'article 129 de la llei 30/1992 reconeix que constitueixen infraccions aquelles que estan delimitades per una llei. Les sancions administratives, han d'estar classificades per llei com a lleus, greus i molt greus. En aquest sentit la llei 30/1992 i les lleis específiques serveixen com a base perquè les disposicions reglamentàries puguin introduir especificacions o graduacions al quadre d'infraccions o sancions establertes legalment, sense que puguin constituir nous actes punibles. Per altra banda existeix jurisprudència que determina que les normes reglamentàries preconstitucionals són vàlides si en l'ordenament de l'època aquesta reserva de llei no s'imposava, tot i que s'han de considerar caducades aquestes habilitacions i deslegalitzacions. Existeix una clara excepció a aquest principi, en l'article 129.1, in fine, redactat per la llei 57/2003 de 16 de desembre, de mesures per a la modernització del govern local que estableix la possibilitat als ajuntaments de regular les sancions en determinats aspectes i sempre que no excedeixen de 3000 €.

## Principi d'irretroactivitat
L'article 9.3 de la Constitució Espanyola estableix el principi d'irretroactivitat el qual queda recollit per l'article 128 de llei 30/1992 que determina que són d'aplicació les disposicions sancionadores vigents en el moment que es produeixen els fets que constitueixin infracció administrativa i que les disposicions sancionadores produeixen efecte retroactiu en tant que afavoreixin el presumpte infractor.

## Principi de responsabilitat
Tal com determina, l'article 131 de la llei 30/1992 que perquè es pugui imputar a un subjecte la infracció que origina la sanció administrativa és necessari que concorri una conducta culposa o dolosa, sense que es pugui admetre la responsabilitat objectiva com a base d'una sanció administrativa. Aquest article conté altres previsions:
- Es pot exigir a l'infractor la reposició de la situació que ha alterat el seu estat originari i també la indemnització pels danys i perjudicis causats.[1]
- Quan el compliment de les obligacions previstes en una disposició legal correspongui a diverses persones conjuntament, responen d'una manera solidària de les infraccions que, si s'escau, cometin i de les sancions que se’ls imposin. Són responsables subsidiàries o solidàries per l'incompliment de les obligacions imposades per la llei que comportin el deure de prevenir la infracció administrativa comesa per altres persones, les persones físiques o jurídiques sobre les quals recaigui aquest deure, quan així ho determinin les lleis reguladores dels diferents règims sancionadors.[1]

## Principi de proporcionalitat
Determinat en l'article 131 de la llei 30/1992 en l'exercici de la potestat sancionadora s'ha de guardar l'adequació deguda entre la gravetat del fet constitutiu de la infracció i la sanció aplicada, i que s'han d'aplicar els criteris següents per a la graduació de la sanció:
- L'existència d'intencionalitat o reiteració
- La naturalesa dels perjudicis causats
- La reincidència

Tal com ve remarcat per l'article 25.3 de la Constitució Espanyola les sancions administratives poden ser de naturalesa pecuniària, però en cap cas poden implicar directament o subsidiàriament la pena privativa de llibertat.

## Dret a la presumpció d'innocència
En connexió directa amb l'article 24.2 de la Constitució Espanyola, que eleva la presumpció d'innocència a dret fonamental, determina que mentre no es demostri el contrari la persona gaudeix de no existència de responsabilitat administrativa. D'acord amb la jurisprudència constitucional aquest dret implica que:
- La sanció ha d'estar basada en actes o mitjans probatoris de càrrec o incriminadors de la conducta imputada.
- Que la càrrega de la prova correspon a qui acusa, ningú està obligat a provar la seva innocència.
- Que la insuficiència en el resultat de les proves suposen un pronunciament absolutori.

## Prescripció
L'article 132 de la llei 30/1992 estableix terminis generals d'aplicació supletòria en cas de manca de terminis específics de prescripció establerts a les lleis sectorials. La llei estableix terminis de prescripció de 3 anys, 2 anys i 6 mesos segons siguin faltes molt greus, greus o lleus (a comptar des de la data de comissió de la infracció) i de 3 anys, 2 anys i 1 any per a les sancions imposades per faltes molt greus, greus o lleus (a comptar des de la data en què hi hagi sentència ferma). El mateix article 132 especifica que:
- Interromp la prescripció la iniciació, amb coneixement de l'interessat, del procediment sancionador i que el termini de la prescripció es reprèn si l'expedient sancionador queda paralitzat més d'un mes sense que la causa sigui imputable a l'interessat.
- Interromp la prescripció la iniciació, amb coneixement de l'interessat, del procediment d'execució i que el termini de la prescripció es reprèn si l'expedient sancionador queda paralitzat més d'un mes sense que la causa sigui imputable a l'interessat.